# Partido Sinaloense
El Partido Sinaloense (PAS) es un partido político mexicano del Estado de Sinaloa. En las elecciones estatales de Sinaloa de 2013 consiguió posicionarse como la tercera fuerza política de la entidad, por encima de Nueva Alianza y el PRD.

## Historia
El partido se fundó en la ciudad de Culiacán, Sinaloa, el 14 de agosto de 2012 con el nombre de Partido Sinaloense (PAS), los motivos que dieron origen al partido fueron impulsar la candidatura de Hector Melesio Cuen Ojeda a la gubernatura del Estado de Sinaloa. El Partido Sinaloense. En su primera participación electoral obtuvo 28 regidores en los 18 municipios de Sinaloa y 3 diputados de representación proporcional.

## Organización
El Partido está organizado por el Comité Ejecutivo Estatal que es el máximo órgano de dirección compuesto por un Presidente, y 16 secretarios: Secretario General, Secretario de Administración y Finanzas, Secretario de Organización, Secretaria de Activismo Social, Secretaria de Asuntos Electorales, Secretario de Asuntos Jurídicos, Secretario de Gestión Pública, Secretaría de Asuntos de Género e Inclusión Social, Secretario de Juventud, Secretario de Cultura, Secretario de Deportes, Secretario de Asuntos Indígenas, Secretario de la Defensa del Consumidor, Secretaría de Atención a Personas Adultas Mayores, Coordinador del Instituto de Educación y Capacitación Política, Secretario de Evaluación, Seguimiento y Mejora Continua; cuenta con una réplica de las carteras anteriores en cada uno de los 18 municipios.

## Resultados electorales

### Gobernador de Sinaloa
|  | 24.35 % |

|  | 26.04 % |

|  | 8.24 % |

|  | 56.60 % |

### Congreso del Estado de Sinaloa
|  | 13.54 % |

|  | 18.80 % |

|  | 6.63 % |

|  | 7.55 % |

|  | 6.30 % |

### Ayuntamientos
|  | 9.78 % |

|  | 17.97 % |

|  | 6.25 % |

|  | 6.76 % |

|  | 6.61 % |